# Teucholabis (Teucholabis) rubriceps
Teucholabis (Teucholabis) rubriceps is een tweevleugelige uit de familie steltmuggen (Limoniidae). De soort komt voor in het Neotropisch gebied.